# Lady Death
Lady Death est un personnage de fiction crée par Brian Pulido et Steven Hughes pour la maison d'édition Eternity Comics, en 1991 dans Evil Ernie #1. En 1993 Chaos! Comics publie une autre version.  Cependant, depuis 2004, les comics de Lady Death sont publiés par Avatar Press.
Lady Death a connu un historique de publication très erratique, principalement à cause de problèmes de droits. En effet, des banqueroutes en cascade ont fait que le personnage est passé d'un éditeur à l'autre.
Néanmoins, le personnage de Lady Death étant très populaire, les story-arc ont toujours été menés à leur terme.
Lady Death a été dessinée par des artistes de renom tels que Steven Hughes, Jim Cheung Mike Deodato Jr., Ron Adrian et Ivan Reis. De plus, elle a été le sujet de nombreux illustrateurs comme Dorian Cleavenger,  Gerald Brom, Joe Jusko et Julie Bell.

## Histoire du personnage

### Lady Death
L'histoire de Lady Death débute dans la  Suède médiévale. Celle qui deviendra plus tard Lady Death n'est au départ qu'une simple mortelle nommée Hope. Son père, Matthias, était un notable qui recrutait des paysans pour en faire des militaires. Toutefois la guerre que mène ce dernier n'est pas explicite, bien qu'un récente refonte des caractères par Avatar Press nous indique qu'il pourrait s'agir d'une Croisade Nordique
Matthias était porteur d'un secret inconnu de sa fille. Bien que félicité par l'Église pour son travail contre les païens, le peuple ne voyait en lui qu'un tyran cruel. Matthias semblait être très pieux, mais qui s'adonnait en secret à la magie noire et à la démonologie. En réalité, il était le descendant des anges déchus qui avaient dirigé la rébellion contre le Dieu judéo-chrétien.
À l'opposé, la mère de Hope était une femme aussi pure et innocente que le Paradis. Elle décéda alors que Hope n'était qu'une adolescente, laissant cette dernière vivre seule avec son père.
Malheureusement, la cruauté de Matthias incita les paysans à se révolter contre son autorité. Matthias échappa de justesse à la Mort en invoquant un démon, mais Hope fut capturée par les rebelles et accusée de sorcellerie. Au moment de passer au bûcher, Hope murmura une incantation qu’elle avait apprise de son père. Un Démon apparut et lui proposa un marché : il la sauve de la mort à condition qu’elle renonce à son humanité et qu’elle serve la cause de l’Enfer. Hope accepta et fut transportée dans les royaumes infernaux.
Une fois en Enfer, Hope se retrouva au milieu d’une guerre civile entre Lucifer et une armée de démons rebelles menés par un puissant sorcier. Hope découvrit avec stupeur que celui qui défiait Lucifer afin de prendre le contrôle de l’Enfer n’était autre que son Père.
De plus en plus influencée par son héritage parental, Hope prit un tournant maléfique. Elle s’allia à un sorcier exilé qui forgeait des armes pour les armées infernales. Elle lui avoua que la petite fille innocente qu’elle fut jadis était morte et qu’elle serait désormais et pour toujours Lady Death.
Lady Death devint alors l’instigatrice d’une rébellion contre les Seigneurs de l’Enfer. Lors de la bataille finale, Lucifer la condamna à ne plus jamais retourner sur terre tant qu’il y aurait des alliés de Lucifer en enfer. Elle jura alors d’exterminer tous les alliés du seigneur des mensonges afin de briser la malédiction de Lucifer.
Elle mit fin au contrôle de Lucifer en l’amenant vers la ‘Heaven’s Gate’ (un endroit où le diable ne peut aller), et elle devint ainsi Maîtresse de l’Enfer. Les habitants des enfers voyaient en l’ascension de Lady Death le début de l’ère du jugement – la bataille finale entre le bien et le mal pour le destin de la Terre.

## Historique de la publication
À l’origine, la série Lady Death était publiée par Chaos! Comics et reste le meilleur exemple des titres de « Bad Girl » sortis au début des années 1990. Les premiers numéros de Lady Death étaient écrits par Brian Pulido et dessinés par Steven Hughes. À ses débuts, Lady Death était une anti-héroïne à l’attitude excessivement violente, mais l’aspect controversé du caractère s’est atténué au fil des histoires.
Dès le départ, le titre était populaire et se vendait très bien. Dans une récente interview, Pulido révéla que le point culminant des ventes était en août 1995 ; Chaos! Comics fit un bénéfice de 980 000 $ sur la vente de comics et produits dérivés de Lady Death. Cependant, les ventes commencèrent à décliner à la fin de la décennie 1990 à cause de changements économiques dans l’industrie du comics. Chaos! Comics se retrouva dans de sérieux problèmes financiers mi-2001.
En août 2002, Chaos! déposa le bilan et les droits de Lady Death furent vendus à CrossGen Entertainment. Brian Pulido continua son travail sur Lady Death pour CrossGen, et créa une nouvelle série appelée Medieval Lady Death sortie en 2003. Cette nouvelle version de Lady Death était destinée à un plus large public.
Bien que les ventes de Medieval Lady Death aient été très correctes, CrossGen commença aussi à accuser des difficultés financières et la compagnie déposa le bilan en 2004. Les droits de Lady Death furent vendus à Avatar Press.
En 2004 est sorti un film d’animation basé sur la Lady Death des origines. Produit par ADV Films, ce long métrage n’a reçu qu’un accueil mitigé et ne fut pas un succès commercial. 
En juillet 2005, Avatar Press dévoila une nouvelle version de Lady Death.

## Series Lady Death

### Chaos! Comics
- The Reckoning 1994
- Between Heaven & Hell 1995
- The Odessey 1996
- The Crucible 1996
- Death Becomes Her 1997
- Wicked Ways 1998
- The Harrowing 1998
- The Covenant 1998
- Dragon Wars 1998
- Retribution 1998
- Inferno 1999
- The Rapture 1999
- Judgement War 1999
- Armageddon 1999
- Dark Mellennium 2000
- Tribulation 2000
- Love Bites 2001
- River Of Fear 2001
- Alive 2001
- Last Rites 2001
- Heartbreaker 2002
- The Gauntlet 2002
- Goddess Returns 2002
- Dark Alliance 2002 (dernière série chez Chaos! - inachevée)

### CrossGenComics
- A Medieval Tale 2003
- The Wild Hunt 2004 (inachevé)

### Avatar
Note : Avatar Press publie deux versions de Lady Death : la version classique (légèrement remaniée depuis son arrêt chez CrossGen), et Medieval Lady Death.
- Lady Death Classique :
  - Abandon All Hope (Première histoire sortie chez Avatar)
  - Blacklands
  - Cursed
  - The Wicked (*)
  - Death Goddess (*)
  - Dead Rising (*)
  - Infernal Sins (*)
  - Lost Souls (*)

(*) = Peut être lu sans ordre particulier.
- Medieval Lady Death :
  - Medieval Lady Death (Première histoire sortie chez Avatar)
  - Medieval Lady Death/Belladonna
  - Medieval Lady Death: War of the Winds

## Adaptations
Lady Death a fait l'objet d'un film d'animation sorti en juillet 2004 par ADV Films.
Un court métrage reprenant le nom de Lady Death, réalisé par Lucie Weeger, est également sorti en juillet 2014  Il faut tuer Lady Death.